# Roberto García Cabello
Roberto García Cabello (Madrid, España, 4 de febrero de 1980) es un exfutbolista español. Jugaba de delantero.

## Trayectoria
Criado futbolísticamente en las categorías inferiores del Real Madrid, tras abandonar el club blanco continuó su trayectoria en diversos clubes de Segunda División B hasta debutar como profesional en la temporada 2008-09 de la Segunda División con la Sociedad Deportiva Huesca.
Al club altoaragonés había llegado por segunda vez en la temporada 2006-07 para formar parte de un proyecto cuyo objetivo era alcanzar la categoría de plata a medio plazo. Durante la temporada 2007-08 sus 20 goles fueron clave para que el conjunto altoaragonés se clasificara en la segunda posición de su grupo y disputase la promoción de ascenso a Segunda División, ascenso logrado ante el Écija Balompié merced a un gol suyo en tierras andaluzas que sentenciaría la segunda eliminatoria.
Su debut en la Segunda División tuvo lugar el 31 de agosto de 2008, en el encuentro que enfrentó a la SD Huesca y al CD Castellón en el estadio del Alcoraz con resultado de empate a dos goles, uno de los cuales fue marcado por el propio Roberto. Terminó la competición doméstica habiendo transformado 11 goles, siendo en el segundo máximo goleador del equipo azulgrana tras Rubén Castro que alcanzó los 14 tantos.
Su buen curso no pasó desapercibido entre los demás equipos de la categoría y tras decidir no renovar con los oscenses recalaba en el Nàstic de Tarragona, club en el que militaría una única temporada.
La temporada siguiente se unía por tercera vez con la SD Huesca, donde permanecería dos campañas antes de marcharse a jugar a la liga chipriota.
En 2015 vuelve a España, para jugar en Segunda División B con el CD Toledo dirigido por su exentrenador en Huesca, Onésimo Sánchez, y su excompañero Joaquín Sorribas en la dirección deportiva.

## Clubes
| Club                   | País   | Año       |
| ---------------------- | ------ | --------- |
| Real Madrid C. F. "B"  | España | 2000-2001 |
| A. D. Alcorcón         | España | 2001-2002 |
| Sevilla F. C. "B"      | España | 2002      |
| Mérida U. D.           | España | 2003      |
| C. D. Guijuelo         | España | 2003-2004 |
| S. D. Huesca           | España | 2004-2005 |
| Burgos C. F.           | España | 2005-2006 |
| S. D. Huesca           | España | 2006-2009 |
| Gimnàstic de Tarragona | España | 2009-2010 |
| S. D. Huesca           | España | 2010-2012 |
| Apollon Limassol       | Chipre | 2012-2014 |
| Omonia Nicosia         | Chipre | 2014-2015 |
| C. D. Toledo           | España | 2015-2017 |
| Alcobendas Sport       | España | 2017-2019 |
| Trival Valderas        | España | 2019-2020 |
| Unión Adarve           | España | 2020      |